# Estado de Ogun
Ogun es uno de los treinta y seis estados pertenecientes a la República Federal de Nigeria.

## Localidades con población en marzo de 2016
- Abeokuta North 276,500
- Abeokuta South 348,200
- Ado-Odo/Ota 733,400
- Ewekoro 76,600
- Ifo 750,000
- Ijebu East 152,100
- Ijebu North 390,200
- Ijebu North East 95,700
- Ijebu Ode 218,600
- Ikenne 165,700
- Imeko Afon 115,400
- Ipokia 209,200
- Obafemi-Owode 327,000
- Odeda 152,300
- Odogbolu 174,800
- Ogun Waterside 103,200
- Remo North 83,100
- Sagamu 355,900
- Yewa North 255,700
- Yewa South 234,200

## Territorio y población
Este estado es poseedor de una extensión de territorio que abarca una superficie compuesta por unos 16.762 kilómetros cuadrados. La población se eleva a la cifra de 4.188.623 personas (datos del censo del año 2007). La densidad poblacional es de 249,9 habitantes por cada kilómetro cuadrado de esta división administrativa.